# Oneska Flotylla Wojenna

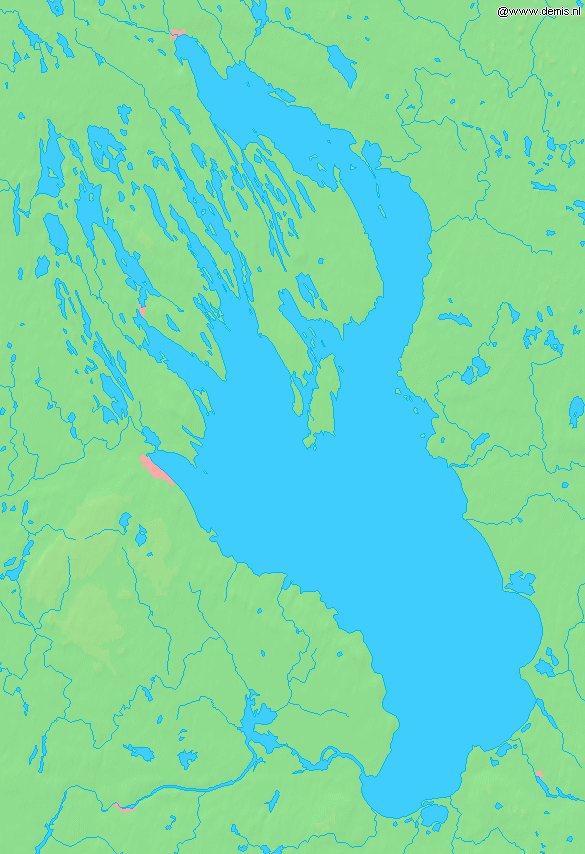
Jezioro Onega

Oneska Flotylla Wojenna (ros. Онежская военная флотилия) – flotylla okrętów radzieckiej marynarki wojennej, operująca w latach 1918–1920 i 1941–1944 na jeziorze Onega i przyległych akwenach.

## Historia i działania
Powstała w 1918 roku, brała udział w wojnie domowej w Rosji, głównie w operacjach na jeziorach Onega i Ładoga oraz na okolicznych zatokach. Posiadała ok. 30 jednostek, głównie przebudowanych statków handlowych. Rozformowano ją w marcu 1920 roku. Ponownie sformowana w sierpniu 1941, działała wspólnie z wojskami Frontu Karelskiego do listopada, kiedy to została rozformowana (okręty weszły w skład Flotylli Wołżańskiej). 30 kwietnia 1942 na Wołdze została sformowana Eskadra Oneska, przemianowana w grudniu na Oneską Flotyllę Wojenną, która operowała głównie na jeziorach Onega i Ładoga.
Podstawowymi działaniami flotylli było wspieranie operacji wojsk lądowych (w szczególności 7 Armii, której operacyjnie podlegała od grudnia 1942) i zabezpieczenie ich skrzydeł opartych o jeziora i rzeki. Okręty prowadziły wsparcie artyleryjskie od strony wody, eskortowały konwoje oraz same przewoziły ładunki i żołnierzy, wysadzały desanty rozpoznawcze i zwalczały okręty nieprzyjaciela. 
Do znaczniejszych akcji należą walki podczas forsowania przez wojska niemieckie rzeki Świr we wrześniu 1941 oraz forsowanie tej samej rzeki przez Armię Czerwoną w 1944, podczas operacji świrsko-pietrozawodzkiej, która doprowadziła 28 czerwca do wyzwolenia Pietrozawodska przez 7. i 32. Armię przy aktywnym wsparciu ze strony flotylli. Przez tydzień jej okręty przewiozły ponad 48 tys. ludzi, 212 czołgów, 446 armat i wiele innych ładunków. Za udział w tej operacji okrętom flotylli i 31 Batalionowi Piechoty Morskiej przyznano honorowy tytuł "Pietrozawodzkich".
Flotyllę ostatecznie rozformowano 10 lipca 1944 roku.

## Dowódcy[1]
Wojna domowa
- D.I. Fiedotow (czerwiec – listopad 1918),
- E.S. Pancerżanskij (listopad 1918 – marzec 1920).

II wojna światowa
- A.P. Diakonów (sierpień – grudzień 1941; styczeń – lipiec 1943),
- adm. Pawieł Abańkin (sierpień 1943 – styczeń 1944),
- N.W. Antonow (lipiec - sierpień 1943; styczeń – maj 1944).

## Skład
- Okręt sztabowy "Moskowskij Komsomoł"
- Kanonierka KŁ-11
- Kanonierka KŁ-40
- Kutry opancerzone typu 1124
- Kutry opancerzone typu 1125
- Kutry dozorowe typu KM
- Kutry dozorowe typu A
- Kutry trałowe typu K-15-M-17

Sierpień – grudzień 1941 roku (Oneska Flotylla Wojskowa)

Dywizjon kanonierek
- kanonierki – KŁ-11, KŁ-12, KŁ-13, KŁ-14, KŁ-15, KŁ-16
- trałowiec – TSzcz-34
- kutry trałowe – KTSzcz-47, KTSzcz-49
- kutry dozorowe – KM-111, KM-114 (typu KM)
- kutry opancerzone – 6 jednostek (ze względu na zalodzenie nie weszły do służby)

Maj – listopad 1942 roku (Eskadra Oneska)
- okręt sztabowy – "Moskowskij Komsomoł"

Dywizjon kanonierek
- kanonierki – KŁ-11, KŁ-12, KŁ-13, KŁ-14, KŁ-15, KŁ-40, KŁ-41

Dywizjon kutrów opancerzonych
- 1. Eskadra Kutrów Opancerzonych
  - kutry opancerzone – BKA-11, BKA-12, BKA-31, BKA-32 (typu 1124)
- 2. Eskadra Kutrów Opancerzonych
  - kutry opancerzone – BKA-21, BKA-22, BKA-41, BKA-42 (typu 1125)

Dywizjon kutrów dozorowych
- kutry dozorowe – KM-111 (SKA-111), KM-114 (SKA-112) (typu KM); Nr 874 (SKA-121), Nr 914 (SKA-122) (typu A)

Dywizjon kutrów trałowych
- kutry trałowe – KTSzcz-47, KTSzcz-49; KTSzcz-570, KTSzcz-574, KTSzcz-575 (typu K-15-M-17)

Oddział ścigaczy
- Ścigacze – 4 jednostki

Ochrona rejonu wodnego
- 31. Samodzielny Batalion Piechoty Morskiej